# ساشا تشادو
ساشا تشادو (بالصربية: Саша Чађо) مواليد 13 يوليو 1989 في سراييفو، جمهورية يوغوسلافيا الاشتراكية الاتحادية، هي لاعبة كرة سلة صربية. بدأت مسيرتها الاحترافية في سنة 2006. تلعب في الدوري التركي لكرة السلة للسيدات. وتحمل الرقم 22. مثلت منتخب بلادها. شاركت في دورة الألعاب الأولمبية الصيفية سنة 2016.

## سجل المنافسة
شاركت في المنافسات التالية:
- الألعاب الأولمبية الصيفية 2016
- كأس العالم لكرة السلة للسيدات 2014

## الميداليات
| الميدالية | المسابقة                       |
| --------- | ------------------------------ |
| برونزية   | الألعاب الأولمبية الصيفية 2016 |

## روابط خارجية
- ساشا تشادو على موقع الاتحاد الدولي لكرة السلة (الإنجليزية)
- ساشا تشادو على موقع كرة السلة الأوروبية.كوم (الإنجليزية)
- ساشا تشادو على موقع بروبوليرز (الإنجليزية)
- ساشا تشادو على موقع سبورتس رفرنس (الإنجليزية)
- ساشا تشادو على موقع اللجنة الأولمبية الدولية (الإنجليزية)
- ساشا تشادو على موقع أوليمبيديا (الإنجليزية)
- ساشا تشادو على موقع اللجنة الأولمبية الصربية (الصربية)